# Mormogystia brandstetteri
Mormogystia brandstetteri  (лат.) — вид ночных бабочек из семейства древоточцев.

## Распространение
Считается эндемиком архипелага Сокотра (Йемен. Но есть мнение, что встречается в тропической Африке.

## Этимология
Этот вид назван в честь Иоганна Брандштеттера (Johann Brandstetter), немецкого живописца и энтомолога. Научное название этого вида была впервые опубликовано в 2011 году учёными Салдаитис, Ивинскис и Яковлев.

## Описание
Размах крыльев 33-35 мм. Голова, грудь и брюшко серого цвета. Имеется чёрное пятно на вентральной части заднего крыла.

## Питание
Гусеницы питаются, вероятно, разновидностью акаций.